# Panamai labdarúgó-válogatott
A panamai labdarúgó-válogatott - becenevükön La Marea Roja - Panama nemzeti csapata, amelyet a panamai labdarúgó-szövetség (spanyolul: Federación Panameña de Fútbol) irányít. A CONCACAF-tag közép-amerikai ország jelenleg a legdinamikusabban fejlődő labdarúgó-válogatottal rendelkezik, amely az 1951-es CCCF-bajnokság aranyérme óta a 2000-es évek közepén érte el kimagasló eredményeit: a 2005-ös CONCACAF-aranykupán, illetve a 2007-es UNCAF-nemzetek kupáján is ezüstérmet szereztek.
Kijutottak a 2018-as világbajnokságra.

## Nemzetközi eredmények
CONCACAF-aranykupa
- Ezüstérmes: 1 alkalommal (2005)

CCCF-bajnokság
- Aranyérmes: 1 alkalommal (1951)
- Bronzérmes: 1 alkalommal (1948)

Közép-amerikai és karibi játékok
- Ezüstérmes: 1 alkalommal (1946)

UNCAF-nemzetek kupája
- Ezüstérmes: 1 alkalommal (2007)
- Bronzérmes: 1 alkalommal (1993)

### Világbajnoki szereplés
| Év       | Eredmény             | Hely                 | M                    | GY                   | D                    | V                    | RG                   | KG                   |
| -------- | -------------------- | -------------------- | -------------------- | -------------------- | -------------------- | -------------------- | -------------------- | -------------------- |
| 1930     | Nem tagja a FIFA-nak | Nem tagja a FIFA-nak | Nem tagja a FIFA-nak | Nem tagja a FIFA-nak | Nem tagja a FIFA-nak | Nem tagja a FIFA-nak | Nem tagja a FIFA-nak | Nem tagja a FIFA-nak |
| 1934     | Nem tagja a FIFA-nak | Nem tagja a FIFA-nak | Nem tagja a FIFA-nak | Nem tagja a FIFA-nak | Nem tagja a FIFA-nak | Nem tagja a FIFA-nak | Nem tagja a FIFA-nak | Nem tagja a FIFA-nak |
| 1938     | Nem indult           | Nem indult           | Nem indult           | Nem indult           | Nem indult           | Nem indult           | Nem indult           | Nem indult           |
| 1950     | Nem indult           | Nem indult           | Nem indult           | Nem indult           | Nem indult           | Nem indult           | Nem indult           | Nem indult           |
| 1954     | Nem indult           | Nem indult           | Nem indult           | Nem indult           | Nem indult           | Nem indult           | Nem indult           | Nem indult           |
| 1958     | Nem indult           | Nem indult           | Nem indult           | Nem indult           | Nem indult           | Nem indult           | Nem indult           | Nem indult           |
| 1962     | Nem indult           | Nem indult           | Nem indult           | Nem indult           | Nem indult           | Nem indult           | Nem indult           | Nem indult           |
| 1966     | Nem indult           | Nem indult           | Nem indult           | Nem indult           | Nem indult           | Nem indult           | Nem indult           | Nem indult           |
| 1970     | Nem indult           | Nem indult           | Nem indult           | Nem indult           | Nem indult           | Nem indult           | Nem indult           | Nem indult           |
| 1974     | Nem indult           | Nem indult           | Nem indult           | Nem indult           | Nem indult           | Nem indult           | Nem indult           | Nem indult           |
| 1978     | Nem jutott be        | Nem jutott be        | Nem jutott be        | Nem jutott be        | Nem jutott be        | Nem jutott be        | Nem jutott be        | Nem jutott be        |
| 1982     | Nem jutott be        | Nem jutott be        | Nem jutott be        | Nem jutott be        | Nem jutott be        | Nem jutott be        | Nem jutott be        | Nem jutott be        |
| 1986     | Nem jutott be        | Nem jutott be        | Nem jutott be        | Nem jutott be        | Nem jutott be        | Nem jutott be        | Nem jutott be        | Nem jutott be        |
| 1990     | Nem jutott be        | Nem jutott be        | Nem jutott be        | Nem jutott be        | Nem jutott be        | Nem jutott be        | Nem jutott be        | Nem jutott be        |
| 1994     | Nem jutott be        | Nem jutott be        | Nem jutott be        | Nem jutott be        | Nem jutott be        | Nem jutott be        | Nem jutott be        | Nem jutott be        |
| 1998     | Nem jutott be        | Nem jutott be        | Nem jutott be        | Nem jutott be        | Nem jutott be        | Nem jutott be        | Nem jutott be        | Nem jutott be        |
| 2002     | Nem jutott be        | Nem jutott be        | Nem jutott be        | Nem jutott be        | Nem jutott be        | Nem jutott be        | Nem jutott be        | Nem jutott be        |
| 2006     | Nem jutott be        | Nem jutott be        | Nem jutott be        | Nem jutott be        | Nem jutott be        | Nem jutott be        | Nem jutott be        | Nem jutott be        |
| 2010     | Nem jutott be        | Nem jutott be        | Nem jutott be        | Nem jutott be        | Nem jutott be        | Nem jutott be        | Nem jutott be        | Nem jutott be        |
| 2014     | Nem jutott be        | Nem jutott be        | Nem jutott be        | Nem jutott be        | Nem jutott be        | Nem jutott be        | Nem jutott be        | Nem jutott be        |
| 2018     | Csoportkör           | 32.                  | 3                    | 0                    | 0                    | 3                    | 2                    | 11                   |
| 2022     | Nem jutott be        | Nem jutott be        | Nem jutott be        | Nem jutott be        | Nem jutott be        | Nem jutott be        | Nem jutott be        | Nem jutott be        |
| Összesen | Csoportkör           | 1/22                 | 3                    | 0                    | 0                    | 3                    | 2                    | 11                   |

### CONCACAF-aranykupa-szereplés
| CONCACAF-bajnokság/CONCACAF-aranykupa | CONCACAF-bajnokság/CONCACAF-aranykupa | CONCACAF-bajnokság/CONCACAF-aranykupa | CONCACAF-bajnokság/CONCACAF-aranykupa | CONCACAF-bajnokság/CONCACAF-aranykupa | CONCACAF-bajnokság/CONCACAF-aranykupa | CONCACAF-bajnokság/CONCACAF-aranykupa | CONCACAF-bajnokság/CONCACAF-aranykupa | CONCACAF-bajnokság/CONCACAF-aranykupa | CONCACAF-bajnokság/CONCACAF-aranykupa |
| Év                                    | Eredmény                              | Hely                                  | M                                     | GY                                    | D                                     | V                                     | RG                                    | KG                                    |                                       |
| ------------------------------------- | ------------------------------------- | ------------------------------------- | ------------------------------------- | ------------------------------------- | ------------------------------------- | ------------------------------------- | ------------------------------------- | ------------------------------------- | ------------------------------------- |
| 1963                                  | Csoportkör                            | 6.                                    | 4                                     | 1                                     | 2                                     | 1                                     | 8                                     | 4                                     |                                       |
| 1965                                  | Nem indult                            | Nem indult                            | Nem indult                            | Nem indult                            | Nem indult                            | Nem indult                            | Nem indult                            | Nem indult                            | Nem indult                            |
| 1967                                  | Nem jutott be                         | Nem jutott be                         | Nem jutott be                         | Nem jutott be                         | Nem jutott be                         | Nem jutott be                         | Nem jutott be                         | Nem jutott be                         | Nem jutott be                         |
| 1969                                  | Nem jutott be                         | Nem jutott be                         | Nem jutott be                         | Nem jutott be                         | Nem jutott be                         | Nem jutott be                         | Nem jutott be                         | Nem jutott be                         | Nem jutott be                         |
| 1971                                  | Nem indult                            | Nem indult                            | Nem indult                            | Nem indult                            | Nem indult                            | Nem indult                            | Nem indult                            | Nem indult                            | Nem indult                            |
| 1973                                  | Nem indult                            | Nem indult                            | Nem indult                            | Nem indult                            | Nem indult                            | Nem indult                            | Nem indult                            | Nem indult                            | Nem indult                            |
| 1977                                  | Nem jutott be                         | Nem jutott be                         | Nem jutott be                         | Nem jutott be                         | Nem jutott be                         | Nem jutott be                         | Nem jutott be                         | Nem jutott be                         | Nem jutott be                         |
| 1981                                  | Nem jutott be                         | Nem jutott be                         | Nem jutott be                         | Nem jutott be                         | Nem jutott be                         | Nem jutott be                         | Nem jutott be                         | Nem jutott be                         | Nem jutott be                         |
| 1985                                  | Nem jutott be                         | Nem jutott be                         | Nem jutott be                         | Nem jutott be                         | Nem jutott be                         | Nem jutott be                         | Nem jutott be                         | Nem jutott be                         | Nem jutott be                         |
| 1989                                  | Nem jutott be                         | Nem jutott be                         | Nem jutott be                         | Nem jutott be                         | Nem jutott be                         | Nem jutott be                         | Nem jutott be                         | Nem jutott be                         | Nem jutott be                         |
| 1991                                  | Nem indult                            | Nem indult                            | Nem indult                            | Nem indult                            | Nem indult                            | Nem indult                            | Nem indult                            | Nem indult                            | Nem indult                            |
| 1993                                  | Csoportkör                            | 7.                                    | 3                                     | 0                                     | 1                                     | 2                                     | 3                                     | 8                                     |                                       |
| 1996                                  | Nem jutott be                         | Nem jutott be                         | Nem jutott be                         | Nem jutott be                         | Nem jutott be                         | Nem jutott be                         | Nem jutott be                         | Nem jutott be                         | Nem jutott be                         |
| 1998                                  | Nem jutott be                         | Nem jutott be                         | Nem jutott be                         | Nem jutott be                         | Nem jutott be                         | Nem jutott be                         | Nem jutott be                         | Nem jutott be                         | Nem jutott be                         |
| 2000                                  | Nem jutott be                         | Nem jutott be                         | Nem jutott be                         | Nem jutott be                         | Nem jutott be                         | Nem jutott be                         | Nem jutott be                         | Nem jutott be                         | Nem jutott be                         |
| 2002                                  | Nem jutott be                         | Nem jutott be                         | Nem jutott be                         | Nem jutott be                         | Nem jutott be                         | Nem jutott be                         | Nem jutott be                         | Nem jutott be                         | Nem jutott be                         |
| 2003                                  | Nem jutott be                         | Nem jutott be                         | Nem jutott be                         | Nem jutott be                         | Nem jutott be                         | Nem jutott be                         | Nem jutott be                         | Nem jutott be                         | Nem jutott be                         |
| 2005                                  | Ezüstérmes                            | 2.                                    | 6                                     | 2                                     | 3                                     | 1                                     | 7                                     | 6                                     |                                       |
| 2007                                  | Negyeddöntő                           | 6.                                    | 4                                     | 1                                     | 1                                     | 2                                     | 6                                     | 7                                     |                                       |
| 2009                                  | Negyeddöntő                           | 7.                                    | 4                                     | 1                                     | 1                                     | 2                                     | 7                                     | 5                                     |                                       |
| 2011                                  | Elődöntő                              | 3.                                    | 5                                     | 2                                     | 2                                     | 1                                     | 7                                     | 6                                     |                                       |
| 2013                                  | Ezüstérmes                            | 2.                                    | 6                                     | 4                                     | 1                                     | 1                                     | 11                                    | 4                                     |                                       |
| 2015                                  | Bronzérmes                            | 3rd                                   | 6                                     | 0                                     | 5                                     | 1                                     | 6                                     | 7                                     |                                       |
| 2017                                  | Negyeddöntő                           | 5.                                    | 4                                     | 2                                     | 1                                     | 1                                     | 6                                     | 3                                     |                                       |
| 2019                                  | Negyeddöntő                           | 7.                                    | 4                                     | 2                                     | 0                                     | 2                                     | 6                                     | 4                                     |                                       |
| 2021                                  | Csoportkör                            | 9.                                    | 3                                     | 1                                     | 1                                     | 1                                     | 8                                     | 7                                     |                                       |
| 2023                                  | Bejutott                              | Bejutott                              | Bejutott                              | Bejutott                              | Bejutott                              | Bejutott                              | Bejutott                              | Bejutott                              | Bejutott                              |
| Összesen                              | 2 ezüstérem                           | 11/26                                 | 49                                    | 16                                    | 18                                    | 15                                    | 75                                    | 61                                    |                                       |

## Játékosok

### Híresebb játékosok
- Rommel Fernández
- Armando Dely Valdés
- Julio César Dely Valdés
- Jorge Dely Valdés
- Roberto Corbin
- Roberto Tyrrel
- Rommel Fernandez
- Neftalí Díaz
- Rubén Elías Guevara
- Victor René Mendieta
- Percival Piggot